# Аль-Арабия
«Аль-Арабия» (араб. العربية‎) — арабоязычный новостной телеканал. Базируется в Dubai Media City в ОАЭ.

## История
Канал начал своё вещание 3 марта 2003 года. Его первоначальными собственниками, вложившими в него 300 миллионов долларов США, были базирующийся в ОАЭ «Middle East Broadcasting Center», ливанская семья Харири, а также ряд других инвесторов из Саудовской Аравии, Кувейта и стран Персидского залива. Целью появления «Аль-Арабии» было создание конкурента телеканалу «Аль-Джазира», который, по мнению учредителей, слишком явно симпатизировал радикальным и экстремистским группировкам.

## Тематика
Будучи свободновещаемым каналом, «Аль-Арабия» передаёт политические, экономические и спортивные новости, ток-шоу и репортажи. Согласно заявлениям представителей телеканала, при рассказе об исламистах они стараются использовать нейтральную терминологию, не высказывая явных симпатий к какой-либо из сторон.

## Электронная версия
В 2004 году «Аль-Арабия» запустила свою интернет-службу новостей. Изначально там была информация только на арабском языке, затем в 2007 году добавилась англоязычная версия, а в 2008 — версии на фарси и урду. Помимо новостного сайта, «Аль-Арабия» также создала деловой веб-сайт, на котором помещаются новости на арабском языке, касающиеся ближневосточных рынков.